# 浪速龍功
浪速龍 功（なにわりゅう いさお、1948年9月26日 - ）は、大阪府大阪市住吉区出身で片男波部屋に所属した元大相撲力士。本名は吉村 義彦（よしむら よしひこ）。184cm、110kg。最高位は東十両10枚目。得意技は左四つ、寄り、突き。

## 経歴
中学校では野球部で投手を務めたが、2年生の頃に肘を痛めて気落ちしていたときに、近所の乾物屋へ買い物に行くとテレビで大相撲放送を映していて、冗談で店の主人に「野球も駄目になったから相撲界にでも入ろうか」と言ったら主人は真に受けて「丁度良い。明日は親方が大阪に来るから会いなさい」と言われて片男波部屋へ入門が決まった。
1963年5月場所に初土俵。幕下での長い下積みを経て1975年5月場所に十両昇進。新十両の場所は8勝7敗と勝ち越したが、翌7月場所は3勝12敗と大きく負け越し2場所で幕下に陥落。1976年9月場所に廃業。その後は、川口市で相撲料理店「陣太鼓」を経営している。

## 主な成績
- 通算成績：286勝271敗12休  勝率.513
- 十両成績：11勝19敗  勝率.367
- 現役在位：81場所
- 十両在位：2場所
- 各段優勝
  - 幕下優勝：2回（1973年7月場所、1975年3月場所）

### 場所別成績
| | 一月場所 初場所（東京） | 三月場所 春場所（大阪） | 五月場所 夏場所（東京） | 七月場所 名古屋場所（愛知） | 九月場所 秋場所（東京）  | 十一月場所 九州場所（福岡） |
| --- | ----------------------- | ----------------------- | ----------------------- | --------------------------- | ------------------------ | --------------------------- |
| 1963年 （昭和38年） | x                       | x                       | （前相撲）              | （前相撲）                  | 西序ノ口10枚目 4–3       | 西序二段64枚目 2–5          |
| 1964年 （昭和39年） | 西序二段87枚目 4–3      | 西序二段70枚目 5–2      | 西序二段36枚目 3–4      | 西序二段42枚目 4–3          | 東序二段21枚目 4–3       | 東三段目91枚目 0–2–5        |
| 1965年 （昭和40年） | 東序二段49枚目 3–4      | 東序二段67枚目 5–2      | 西序二段30枚目 4–3      | 東三段目93枚目 2–5          | 西序二段10枚目 2–5       | 西序二段32枚目 5–2          |
| 1966年 （昭和41年） | 西三段目94枚目 6–1      | 西三段目49枚目 6–1      | 東三段目7枚目 5–2       | 西幕下75枚目 3–4            | 東幕下83枚目 3–4         | 西幕下93枚目 4–3            |
| 1967年 （昭和42年） | 東幕下82枚目 1–6        | 東三段目20枚目 4–3      | 東三段目51枚目 5–2      | 東三段目19枚目 5–2          | 東幕下57枚目 2–5         | 西三段目12枚目 3–4          |
| 1968年 （昭和43年） | 西三段目14枚目 2–5      | 東三段目29枚目 7–0      | 西幕下21枚目 2–5        | 西幕下32枚目 3–4            | 西幕下39枚目 3–4         | 西幕下46枚目 4–3            |
| 1969年 （昭和44年） | 西幕下40枚目 3–4        | 西幕下44枚目 3–4        | 西幕下51枚目 4–3        | 東幕下45枚目 5–2            | 西幕下25枚目 2–5         | 東幕下41枚目 5–2            |
| 1970年 （昭和45年） | 東幕下23枚目 5–2        | 東幕下14枚目 3–4        | 西幕下17枚目 3–4        | 西幕下22枚目 4–3            | 西幕下17枚目 2–5         | 東幕下32枚目 5–2            |
| 1971年 （昭和46年） | 東幕下20枚目 4–3        | 西幕下16枚目 3–4        | 東幕下23枚目 3–4        | 西幕下30枚目 4–3            | 西幕下26枚目 5–2         | 東幕下11枚目 4–3            |
| 1972年 （昭和47年） | 東幕下9枚目 1–6         | 東幕下32枚目 2–5        | 西幕下54枚目 5–2        | 東幕下31枚目 5–2            | 西幕下19枚目 4–3         | 西幕下17枚目 3–4            |
| 1973年 （昭和48年） | 西幕下26枚目 4–3        | 東幕下21枚目 3–4        | 西幕下28枚目 5–2        | 西幕下15枚目 優勝 6–1       | 東幕下6枚目 2–5          | 東幕下19枚目 6–1            |
| 1974年 （昭和49年） | 西幕下4枚目 3–4         | 西幕下8枚目 3–4         | 東幕下12枚目 4–3        | 東幕下8枚目 2–5             | 東幕下20枚目 4–3         | 東幕下15枚目 3–4            |
| 1975年 （昭和50年） | 西幕下22枚目 4–3        | 東幕下19枚目 優勝 7–0   | 西十両12枚目 8–7        | 東十両10枚目 3–12           | 東幕下8枚目 5–2          | 東幕下3枚目 3–4             |
| 1976年 （昭和51年） | 西幕下8枚目 3–4         | 西幕下13枚目 2–5        | 西幕下28枚目 3–4        | 西幕下38枚目 1–6            | 西三段目5枚目 引退 0–0–7 | x                           |
| 各欄の数字は、「勝ち-負け-休場」を示す。 優勝 引退 休場 十両 幕下 三賞：敢=敢闘賞、殊=殊勲賞、技=技能賞 その他：★=金星 番付階級：幕内 - 十両 - 幕下 - 三段目 - 序二段 - 序ノ口 幕内序列：横綱 - 大関 - 関脇 - 小結 - 前頭（「#数字」は各位内の序列） |                         |                         |                         |                             |                          |                             |

## 改名歴
- 大波（おおなみ）1963年5月場所 - 1965年7月場所
- 大騰山 功（おおとうざん いさお）1965年9月場所 - 1971年3月場所
- 浪速龍 功（なにわりゅう いさお）1971年5月場所 - 1976年9月場所